# Hida Viloria
Hida Viloria (Queens, Nueva York, 29 de mayo de 1968) es una activista estadounidense de la comunidad LGTBI que defiende los derechos del colectivo intersexual. Es una persona no binaria e intersexual y utiliza pronombres neutros. Ha escrito artículos para varias publicaciones y su obra más importante es Born Both: An Intersex Life (2017). Fundó y dirige la Campaña para la igualdad intersexual.

## Biografía
De padres inmigrantes, de ascendencia colombiano-venezolana, su madre es maestra retirada y su padre médico.
Al nacer, sus padres registraron a Viloria como mujer y le practicaron una cirugía de reasignación genital como recomendaban en ese momento. Además criaron a Hida como niña.
Fue a colegios católicos en Queens y estudió en la Wesleyan University de 1986 a 1988 graduándose en 1998 en la Universidad de California en Berkeley.
Ha sido portavoz de la Organización Internacional de Intersexuales (OII). En abril de 2017, Viloria consiguió un certificado de nacimiento intersexual emitido por la ciudad de Nueva York .